# Saint-Cyprien (Pyrénées-Orientales)
Saint-Cyprien (in het Catalaans Sant Cebrià de Rosselló) is een gemeente in het Franse departement Pyrénées-Orientales (regio Occitanie). De plaats maakt deel uit van het arrondissement Perpignan. Saint-Cyprien telde op 1 januari 2022 11.995 inwoners.
De gemeente bestaat uit het oude centrum in het binnenland en de badplaats met een grote jachthaven aan de zogenaamde Côte Radieuse.

## Geschiedenis
Saint-Cyprien is gebouwd op een drooggelegd moeras. De parochiekerk uit de 18e eeuw gaat terug op een oudere, romaanse kerk. In 1891 telde de gemeente maar 845 inwoners, verdeeld over het oude centrum en enkele gehuchten langs de kust.
Op het strand van Saint-Cyprien was in 1939-1940 een groot interneringskamp gevestigd. Eerst verbleven er vluchtelingen van de Spaanse Burgeroorlog en aan het begin van de Tweede Wereldoorlog personen die van Duitsgezindheid werden verdacht. Velen kwamen uit België en waren Joden.
De ontwikkeling van de badplaats begon in de jaren 1950. In 1959 kwam er een verbindingsweg tussen Saint-Cyprien en de kust en in 1967 werd de jachthaven geopend. Met een capaciteit van 2.200 boten is het een van de grootste jachthavens van Frankrijk.
In de jaren 1950 vestigde de Franse beeldend kunstenaar François Desnoyer (1894-1972) zich in de gemeente. Na zijn dood werd het Musée Desnoyer opgericht met een collectie opgebouwd rond de werken die hij naliet aan de gemeente.

## Geografie
De oppervlakte van Saint-Cyprien bedroeg op 1 januari 2022 15,8 vierkante kilometer; de bevolkingsdichtheid was toen 759,2 inwoners per km².
De onderstaande kaart toont de ligging van Saint-Cyprien met de belangrijkste infrastructuur en aangrenzende gemeenten.

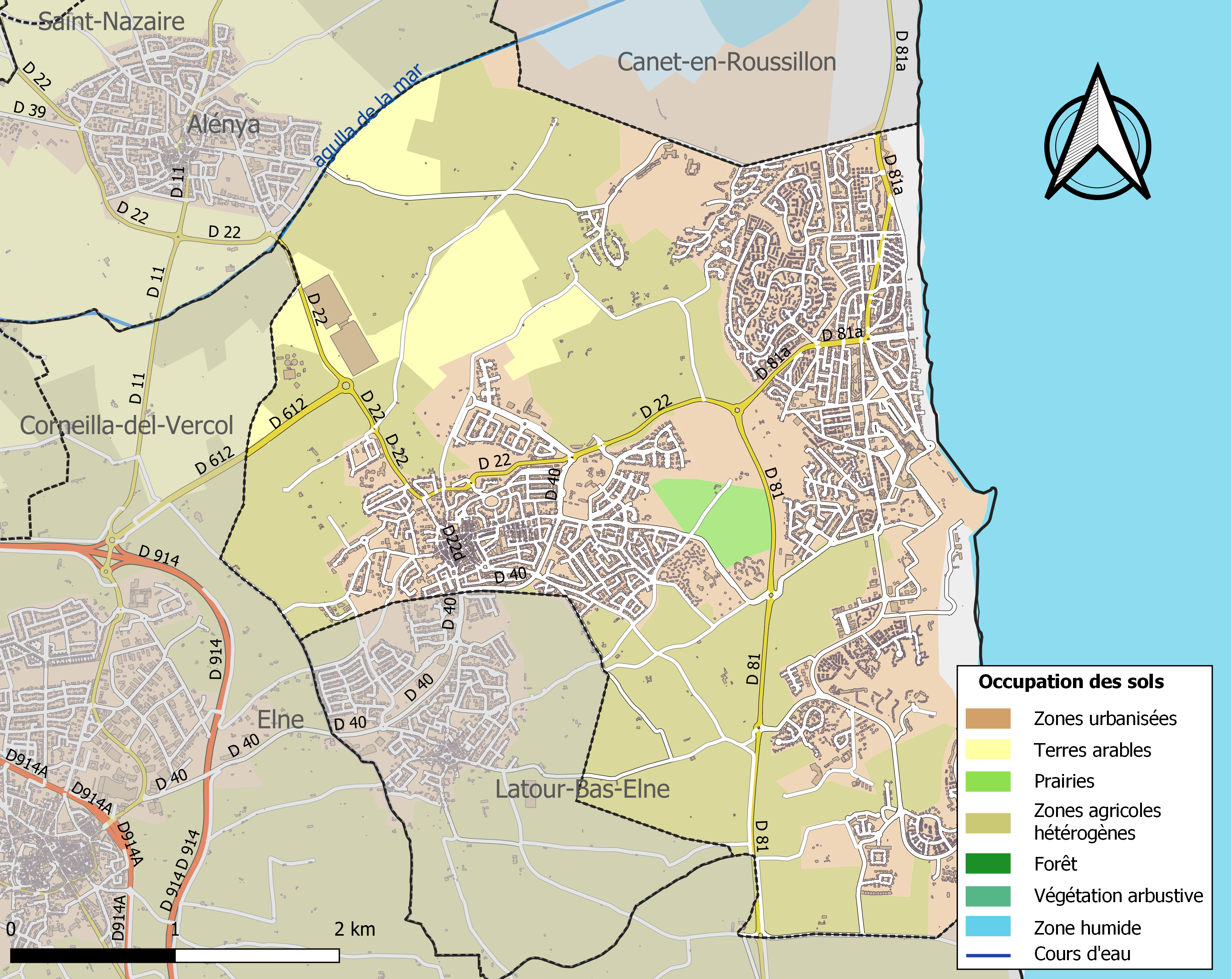

## Demografie
Onderstaande figuur toont het verloop van het inwonertal (bron: INSEE-tellingen).